# 傑克遜鎮區 (印地安納州牛頓縣)
傑克遜鎮區是美國印地安納州牛頓縣的10個鎮區之一。截至2010年美國人口普查，其人口為382，共178住房。

## 地理
根據2010年美國人口普查，該鎮的總面積為36.65平方英里（94.9平方），其中土地面積36.62平方英里（94.8平方），水域面積為0.03平方英里（0.078平方）。

## 外部連結
- Indiana Township Association （页面存档备份，存于）
- United Township Association of Indiana （页面存档备份，存于）